# Turhal
Turhal este un oraș din Turcia.